# Antonino Liberal

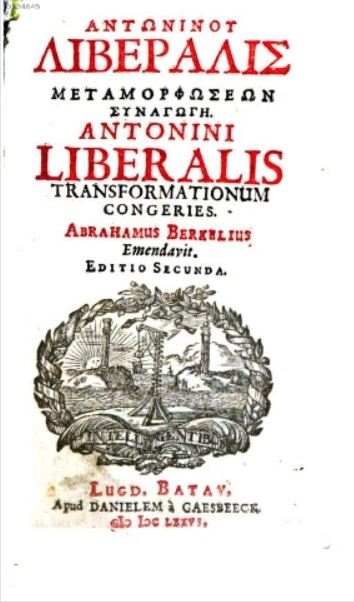
Edición de 1676.

Antonino Liberal (en latín Antoninus Liberalis) fue un escritor latino en lengua griega del que apenas se tienen referencias biográficas. Generalmente se lo sitúa en el siglo II o principios del III d. C.
Su única obra conservada es Metamorfosis (Metamorphoseon Synagoge, Μεταμορφώσεων Συναγωγή, literalmente "Colección de metamorfosis"), obra en prosa que recopila cuarenta y un relatos de mitología griega en los que aparecen transformaciones de personajes realizadas por los dioses. La mayoría de estos relatos tienen como fuente obras hoy perdidas de la época helenística, sobre todo de la Ὀρνιθογονία / Ornitogonía de Beo (s. III a. C.) y las Metamorfosis o Ετεροιούμεναde de Nicandro de Colofón. No se descarta que algunos de ellos fueran invención del propio Antonino. Las metamorfosis fueron un tema habitual de la mitografía de la época, con obras como las Metamorfosis de Ovidio y el Asno de oro (o Metamorfosis) de Apuleyo.  
Sólo ha sobrevivido un manuscrito de la obra: el Palatinus graecus Heidelbergensis 398, de finales del siglo IX, que, como su nombre indica, se encuentra actualmente en la Biblioteca del Palatino de Heidelberg. Guilielmus Xylander editó por primera vez el texto en 1598 en Basilea. Desde entonces, el manuscrito ha perdido alguna de sus hojas, cuyo contenido sólo conocemos por la edición de Xylander.
La obra de Antonino Liberal se estima más por la riqueza de información mitológica que contiene que por su estilo, que una de sus traductoras califica de «seco, ramplón, áspero».

## Relatos
- 1: Ctesila (Κτήσυλλα), que, al morir porque su padre hubiera faltado a la promesa de casarla con su amado, fue transformada por Afrodita en paloma, ave que acompaña a la diosa.[2][3][4] La historia de Ctesila es similar a la de Cidipe. También puede compararse con la de Semíramis.[5]

- 2:  Las Meleágrides (Μελεαγρίδες) o Las hermanas de Meleagro, que, por sus lamentos a la muerte de él, fueron transformadas en pintadas y llevadas a la isla de Leros por Artemisa.[6]

- 3: Hiérace (Ἱέραξ), que rendía culto a Deméter y entregó alimento a los teucros cuando fueron castigados por Poseidón por no rendirle culto ellos a él. El dios del mar convertiría a Hiérace en halcón, por ser este un ave que mata a otras aves y es rehuida por ellas.[7][8]

- 4: Cragaleo (Κραγαλεύς), que, consultado por Apolo, Artemisa y Heracles sobre cuál de los tres habría de tener el patronazgo de Ambracia (Ἀμπρακία, que hoy es Arta, localidad de la región de Epiro), y habiéndole expuesto sus razones, dijo que correspondía a Heracles, y fue transformado en piedra por Apolo.

- 5: Egipio (Αἰγυπιός), hijo de Anteo (Ἀνθεύς) y Bulis o Búlide (Βοῦλ-ις, -ιδος) y amante de Timandra (Τιμάνδρα). Neofrón, hermano de Timandra que no veía esa relación con buenos ojos, sedujo a Búlide y después se las arregló para que se acostase ella con su hijo creyendo ambos que estaban con sus amantes. Ya dormido Egipio, Búlide lo reconoció y quiso cegarlo y quitarse ella la vida. El hijo despertó y pidió a los dioses que hicieran desaparecer a los cuatro, que fueron transformados en aves: Egipio, en un ave rapaz que puede ser el buitre negro; Neofrón, en otra que puede ser el alimoche; Búlide, en un ave que tal vez sea el alcaraván; y Timandra, en paro.[9] Se decía que, desde entonces, no se había vuelto a ver juntas a esas aves.[10]

- 6: Perifante (Περίφας, -αντος), hijo de Eneo.

- 7: Anto, hijo de Autónoo (Αὐτόνοος) e Hipodamía que quiso ahuyentar a unas yeguas de su familia, ellas se dispusieron a devorarlo y sus padres y sus hermanos quisieron salvarlo, pero no pudieron. Cuando lo lloraban, ellos y el muerto fueron convertidos en aves por Zeus y Apolo.[11]

- 8: Lamia o Síbaris.

- 9: Las Emátides o Las hijas del rey de Ematia (Ἠμαθία).

- 10: Las Miníades o Las hijas de Minias.

- 11: Aedón.

- 12: Cicno.

- 13: Aspálide (Ἁσπαλίς), heroína de Mélite (Ftía) cuya historia parece explicar el nombre y el culto locales de Artemisa. El tirano de la ciudad exigía doncellas, y Aspálide se ahorcó en lugar de entregarse. Su hermano se vistió con las ropas de ella, acudió a los aposentos del tirano y lo mató. Cuando fue la gente a buscar el cuerpo de Aspálide para enterrarlo, encontró en su lugar una estatua de madera de Artemisa.

- 14: Múnico (Μούνιχος), adivino hijo del también adivino Driante (Δρύας), rey de los molosos. Un día, Múnico, su esposa y sus hijos fueron atacados, huyeron y se refugiaron en casa; pero los asaltantes le prendieron fuego. Para librar a Múnico y a su familia de morir abrasados, Zeus los transformó en aves: a Múnico, en ratonero; a su esposa, Lelante, en pito real; a su hijo Alcandro, adivino de mayor poder aún que él, en chochín; a su hija Hiperipa, en colimbo, pues había saltado al agua para escapar de las llamas; a los otros dos hijos, en otras aves.

- 15: Merópide (Μεροπίς), hija de Eumelo (Εὔμηλος) y hermana de Agrón y Bisa. La familia, que vivía en la isla de Cos, rendía culto a Gea, pero no atendía al de otros dioses, y Agrón era especialmente irrespetuoso con Atenea, Artemisa y Hermes. Un día, las tres deidades llegaron de noche a casa de Eumelo con el aspecto de un pastor y dos campesinas. El pastor propuso que los varones fueran a un ritual que se celebraba en honor de Hermes, y que las féminas acudieran al que se celebraba en la arboleda sagrada de Atenea y Artemisa. Atenea fue objeto de la burla de Merópide, y los tres hermanos fueron transformados en aves. Al protestar Eumelo, Hermes hizo lo mismo con él.

- 16: Énoe (Οἰνόη), una mujer del pueblo de los pigmeos (πυγμαίος) que, por su impiedad, fue transformada por Hera en grulla, por lo que se la conoce también como Gerana (de «γέρανος»: «grulla»). Hera hizo que las grullas entraran en guerra con los pigmeos, y así los descendientes de Gerana, que había empeorado las cosas acercándose a la que había sido su casa porque echaba de menos a su hijo, serían siempre, durante su migración invernal hacia las orillas del río Océano, enemigos de los pigmeos.[12]

- 17: Leucipo, hijo de Lampro y Galatea.

- 18: Éropo (Ἀέροπος): el abejaruco en que fue transformado Botres, hijo de Eumelo, cuando este le golpeó en la cabeza por probar los sesos de un carnero que se acababa de sacrificar a Apolo, vieron padre, familia y siervos que la herida era de muerte y Apolo se apiadó de ellos.

- 19: Los ladrones de la cueva del Monte Ida.

- 20: Clinis (Κλεῖνις), nativo de la ciudad de Babilonia que había visto en Hiperbórea que se honraba a Apolo sacrificando asnos y quiso hacer lo mismo, pero fue advertido por el propio dios de que no debían hacerlo quienes no fueran hiperbóreos. Algunos de los hijos de Clinis se empeñaron en ello, y los asnos se enfurecieron y devoraron a Clinis, a su esposa y a sus hijos. Todos fueron convertidos después en aves por los dioses.

- 21: Polifonte.

- 22: Cerambo, nieto de Poseidón que fue salvado del diluvio por las ninfas.[13] Considerado el mayor cantor de su tiempo y favorecido por las ninfas del monte Otris, se llenó de soberbia y no atendió a Pan cuando le dijo que condujese el ganado a la llanura porque venía un mal invierno, decía que las ninfas no eran hijas de Zeus, sino de Esperqueo y Dino, y que cuando Poseidón yacía con una de ellas, Diopatra, mantenía a las otras convertidas en álamos. Por su ingratitud y por su soberbia, las ninfas lo transformaron en el escarabajo capricornio de las encinas.

- 23: Bato, pastor transformado en piedra.

- 24: Ascálabo.

- 25: Metíoque y Menipa o Melanipa, hijas de Orión.

- 26: Hilas.

- 27: Ifigenia.

- 28: Tifón.

- 29: Galantis.

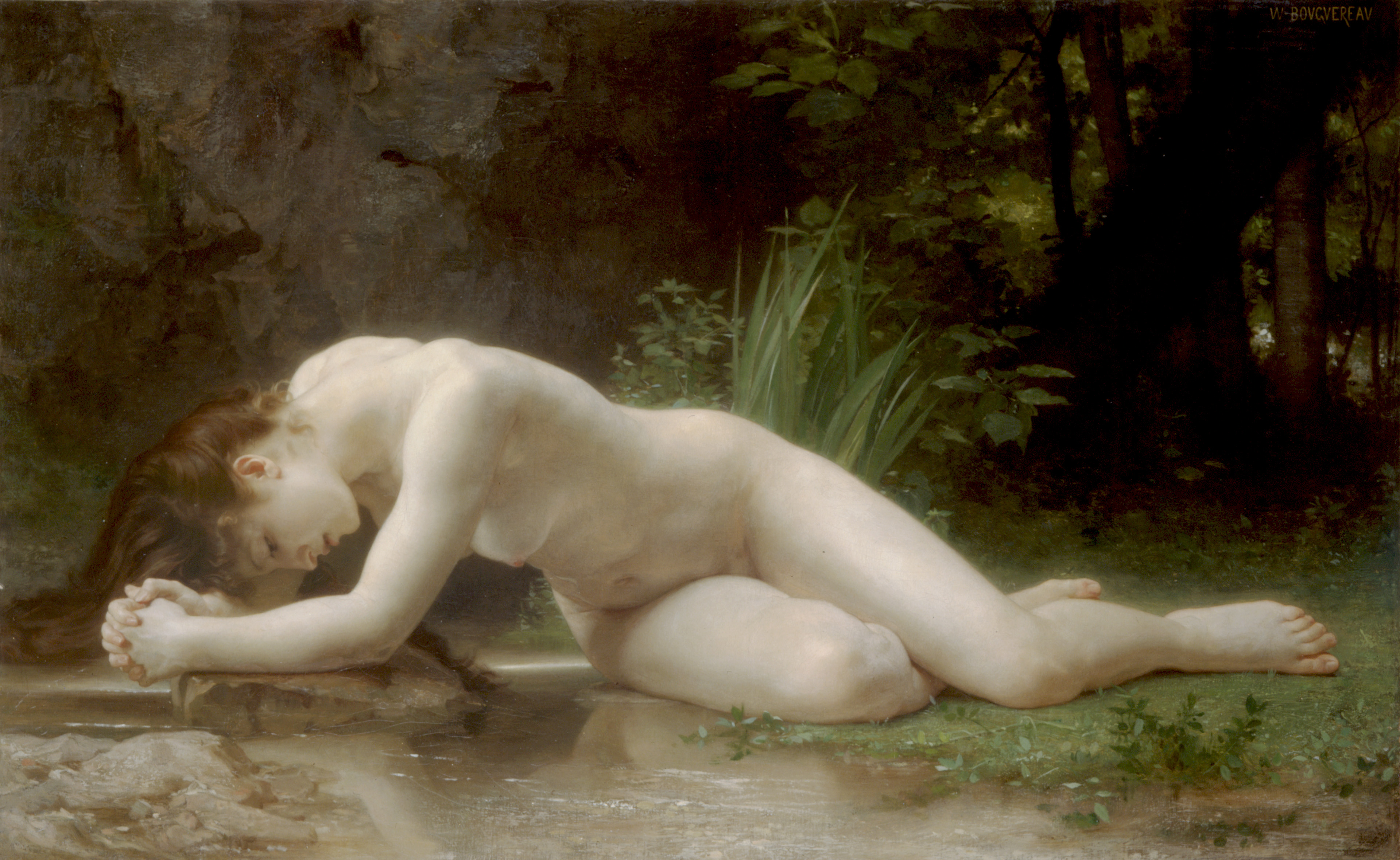
Bouguereau: Biblis (Byblis, 1884).

- 30: Biblis (Βυβλίς), que amaba a su hermano Cauno (Καῦνος), y él huyó de ella. Ambos eran hijos de Mileto.[14][15][16]

- 31: Los mesapios.

- 32: Dríope.

- 33: Alcmena.

- 34: Ciniras y Esmirna.

- 35: Los boyeros.

- 36: Pandáreo, hijo de Mérope.

- 37: Los dorios.

- 38: Lico.

- 39: Arceofonte (Άρκεοφών), hijo del fenicio Minníridas y nativo de Salamina que, por su ascendencia, fue rechazado por el padre de su amada Arsínoe, así que intentó que una sierva de la casa de ellos le procurara un encuentro con la muchacha. Ésta se lo contó a su familia, que mutiló a la sierva y la expulsó. Arceofonte se mató, y su amada, al asomarse para ver el funeral, fue convertida en piedra por Afrodita. La historia de Arceofonte es similar a la del Ifis que amó a Anaxáreta.

- 40: Britomartis.

- 41: La zorra teumesia.